# Craspedopoma
Genre
Synonymes
Hygrobium R. T. Lowe, 1852
Craspedopoma est un genre de mollusques gastéropodes de l'ordre des Architaenioglossa et de la famille des Craspedopomatidae. Il s'agit du genre type de sa famille. C'est un taxon actuel mais il y a plusieurs espèces fossiles connues.

## Liste des espèces
- †Craspedopoma conoidale Michaud 1855 - Miocène, Italie
- †Craspedopoma elegans Miller, 1907 (syn. Bolania (Bolania) elegans (K. Miller, 1907))[2] - Région de Ulm en Allemagne
- †Craspedopoma handmanni Troll, 1907
- Craspedopoma hespericum (Morelet et Drouet, 1857)
- †Craspedopoma leptopomoides (Reuss, 1868)
- Craspedopoma monizianum
- Craspedopoma mucronatum Menke, K.T., 1830
- Craspedopoma neritoides (Lowe, 1860)